# Samsung Galaxy A30
Samsung Galaxy A30 — смартфон компании Samsung Electronics, анонсированный 25 февраля 2019 года. Модель входит в серию Samsung Galaxy A.

## Технические характеристики
- Материалы корпуса: пластик (Glasstic), Corning Gorilla Glass 3
- Операционная система: Android 11.0 (R) + OneUI 3.x
- SIM: две nano-SIM
- Экран: диагональ 6,4", разрешение 1080х2340, 19,5:9, ppi 403
- Процессор: восьмиядерный Exynos 7904
- Графика: Mali G71 MP2
- Оперативная память: 3/4 ГБ
- Память для хранения данных: 32 ГБ (доступно 20.8 ГБ)/64 ГБ (доступно 49.6 ГБ)[2]
- Дополнительная память: microSD до 512 ГБ
- Разъёмы: USB Type-C,Mini Jack 3.5.
- Основная камера: 16 МП + 5 МП, LED вспышка, съемка видео 1080p
- Фронтальная камера: 16 МП, f/2.0, боке
- Сети: 2G/3G/4G
- Интерфейсы: Wi-Fi a/b/g/n/ac, Bluetooth 5.0
- Навигация: GPS, ГЛОНАСС
- Дополнительно: FM-радио, датчик приближения, датчик освещенности, акселерометр, гироскоп, геомагнитный датчик, датчик Холла, разблокировка по лицу, сканер отпечатка, NFC
- Батарея: 4000 мАч, быстрая зарядка
- Габариты: 158.5 x 74.7 x 7,7 мм
- Вес: 165 г

## Программное обеспечение
В Galaxy A30 установлен Android Pie (9.0) с фирменной оболочкой OneUI 1.x.
В отличие от Galaxy A20, модель поддерживает режим Always on Display и часть функций голосового помощника Bixby.
Смартфон не поддерживает воспроизведение видео в формате 4K/50p и 4K/60p.
4 июня вышло обновление, которое дало возможность снимать видео в замедленном режиме.
В настройках качества звука есть режим Dolby Atmos.
Разблокировка по лицу в темное время суток не всегда работает корректно. Распознавание лица в очках проходит без сбоев.

## Продажи
Анонс в России состоялся 18 марта 2019 года. Одновременно было представлено три модели серии: Galaxy A20, Galaxy A30 и Galaxy A50.
На старте продаж в России цена на Galaxy A30 3/32 ГБ составляла 15 990 рублей, за версию 4/64 ГБ - 17 990 рублей.
22 августа 2019 года компания анонсировала улучшенную версию Galaxy A30  - Galaxy A30s. Возможно, это повлияло на стоимость, так как цена на Galaxy A30 3/32 ГБ к концу августа упала до 11 780 рублей, а Galaxy A30 6/64 ГБ 13 040 рублей.
Смартфон для России выпускается в трех цветах: белый, черный и синий.
В марте 2019 года журнал Ferra.ru составил лист лучших бюджетных смартфонов по данным розничных продаж. В рейтинг вошло пять моделей, в том числе и Galaxy A30.